# استیم ماشین
استیم ماشین (انگلیسی: Steam Machine) یک کامپیوتر گیمینگ از پیش ساخته شده‌است که برای اجرای توزیع لینوکس شرکت ولو به نام استیم او اس و اجرای نرم‌افزار استیم طراحی شده‌است که البته قابلیت نصب هر سیستم عامل رایانه را هم دارد.

استیم کنترلر

برای پشتیبانی از استیم ماشین و استیم او اس، شرکت ولو یک دسته بازی به نام استیم کنترلر توسعه و منتشر کرد.